# Drupa ricinus
Drupa ricinus ist der Name einer Schnecke aus der Familie der Stachelschnecken, die im Indopazifik verbreitet ist. Sie ist die einzige bekannte Raubschneckenart überhaupt, die neben Zehnfußkrebsen und anderen beweglichen Beutetieren gelegentlich auch Fische ohne Anwendung von Gift erbeutet.

## Merkmale
Das gedrungene Gehäuse von Drupa ricinus, das bei ausgewachsenen Schnecken eine Länge von etwa 2,8 cm erreicht, hat ein niedriges Gewinde und eine schmale, lange Gehäusemündung. Die äußere Lippe der Gehäusemündung ist dick und hat zwei gefurchte Zähne. Die Spindel weist zwei oder drei kräftige Falten und an der Basis kleine Körnchen auf. Das Schneckenhaus ist mit 5 spiraligen Reihen spitzer oder stumpfer Stacheln skulpturiert. Die Oberfläche der Schale ist kremfarben oder blassgelb, die Stachelspitzen dunkelbraun oder schwarz, das Innere der Gehäusemündung weiß mit einer orangefarbenen Linie am Rand.

## Verbreitung und Lebensraum
Drupa ricinus ist im Indischen Ozean unter anderem an der ostafrikanischen und der südafrikanischen Küste von KwaZulu-Natal sowie im westlichen Pazifischen Ozean, aber auch im Roten Meer verbreitet, wo sie auf felsigen Untergründen in der Gezeitenzone zu finden ist.

## Lebenszyklus
Wie andere Stachelschnecken Drupa ricinus ist getrenntgeschlechtlich mit innerer Befruchtung. Aus den nach der Begattung abgelegten Eikapseln schlüpfen ähnlich wie bei Drupa morum ausgesprochen teleplane, große Veliger-Larven, die durch ihr langlebiges Stadium als Zooplankton zur weiten Verbreitung der Art im Indopazifik und der Besiedlung abgeschiedener Inselgruppen des Ostpazifiks beitragen.

## Ernährung
Das Beutespektrum von Drupa ricinus gilt als das breiteste unter den Stachelschnecken: So werden neben Krebsen – Zehnfußkrebsen, Flohkrebsen, Asseln und Rankenfußkrebsen – Vielborster der Familien Nereidae und Eunicidae, Spritzwürmer, Schnecken der Familie Vermetidae und Käferschnecken sowie gelegentlich Fische gefangen und gefressen. Von der im Roten Meer lebenden Unterart Drupa ricinus lischkei (Hidalgo, 1904), bekannter unter dem Synonym Drupa ricinus hadari Emerson & Cernohorsky, 1973, wird berichtet, dass sie kleine Fische und Zehnfußkrebse fängt, indem sie die Zugänge zu kleinen Höhlen oder leeren Schneckenhäusern, in denen die Tiere Zuflucht suchen, mit ihrem Körper versperrt, dann das eingeschlossene Opfer mit ihrer Proboscis erreicht und mit den scharfen Zähnen ihrer Radula zerraspelt. Bei 1982 von John D. Taylor veröffentlichten Untersuchungen des Darminhalts von über 100 dieser Schnecken zeigte sich, dass 57 % der Beutetiere Krebse (Zehnfußkrebse, Fangschreckenkrebse und Flohkrebse), 17 % Nereidae, 4 % andere Polychaeten (meist Eunicidae), 11 % Vermetidae und 4 % Käferschnecken waren. Immerhin acht Schnecken (7 %) enthielten Schuppen und Gräten von Fischen, die der Familie Gobiidae zugeordnet wurden. Drupa ricinus ist neben mehreren Kegelschneckenarten die einzige bekannte Schneckenart, die Fische erbeutet, dies aber ohne Gift.